# Simontornyai vár
A simontornyai vár reneszánsz műemlék, Simontornya fő látnivalója. Az 1270-es években (egyes feltételezések szerint 1272 és 1277 között) építtette Döröcske nembeli Salamon fia Simon alországbíró gótikus stílusban. Róla kapta nevét a vár és ezen keresztül később a város is.

## Megközelítése
Budapestről gyorsvonattal a pécsi vonalon érhető el a település. Autóval a 61-es úton közelíthető meg, vagy az M7-es autópályáról Székesfehérvárnál leágazó 63-as főúton Sárbogárdon és Cecén át, továbbá a Dunaföldvár-Nagykanizsa közti 61-es főúton, illetve az abból itt Enying (és a Balaton térsége) felé kiágazó 64-es főúton. Ozorával és a 65-ös főúttal a 6407-es út köti össze, bár ennek egy szakasza Ozora után burkolatlan. 2013 óta elérhető Pálfa (azon túl a megyeszékhely Szekszárd) felől is, a 6317-es úton.

## Története
A Tolnai-dombság északi peremén a középkorban széles mocsaras völgyet alkotva kanyargott a Sió, melynek árteréből kiemelkedő egyik szigetén emeltette az 1270-es években földesúri szállásul a vár korai magját alkotó öregtornyot Döröcske nembeli Salamon fia Simon, aki után a vár a nevét is kapta. A 13. század végéig csak két hídon lehetett megközelíteni. Az egykori névadó torony ma már nem létezik. Kezdetben csak mint egy nagyobb birtoktestet védő, királyi engedéllyel épült magánvár szerepel, melyet a király a tulajdonos elhalálozása vagy hűtlensége esetén szabadon ajándékozhatott más kedvelt híveinek. Közel 200 év alatt mégiscsak a mocsarak között eldugott kis várkastély szerepét töltötte be.

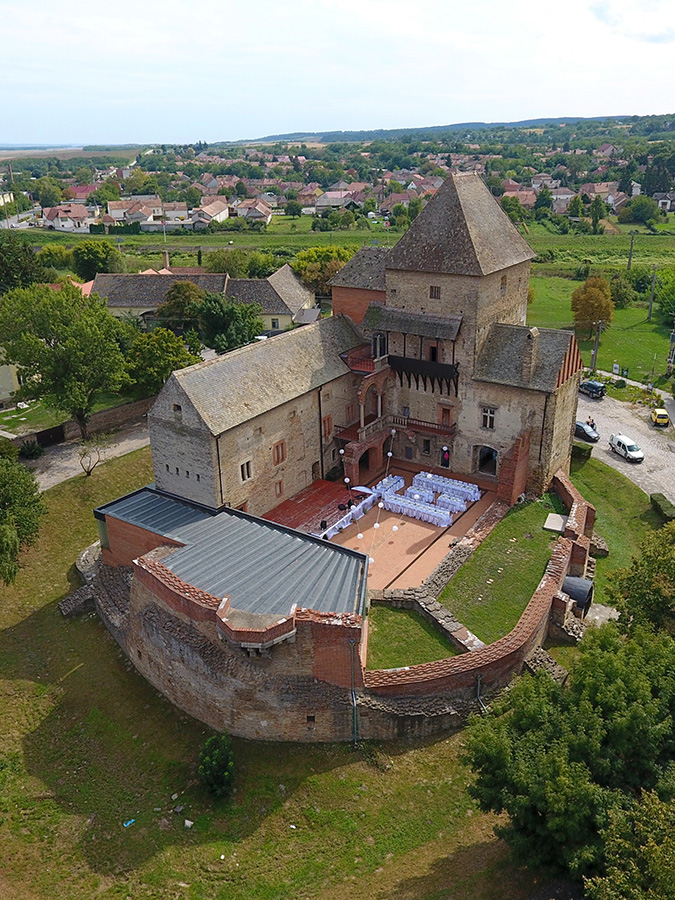
Simontornya, a vár légi fotón

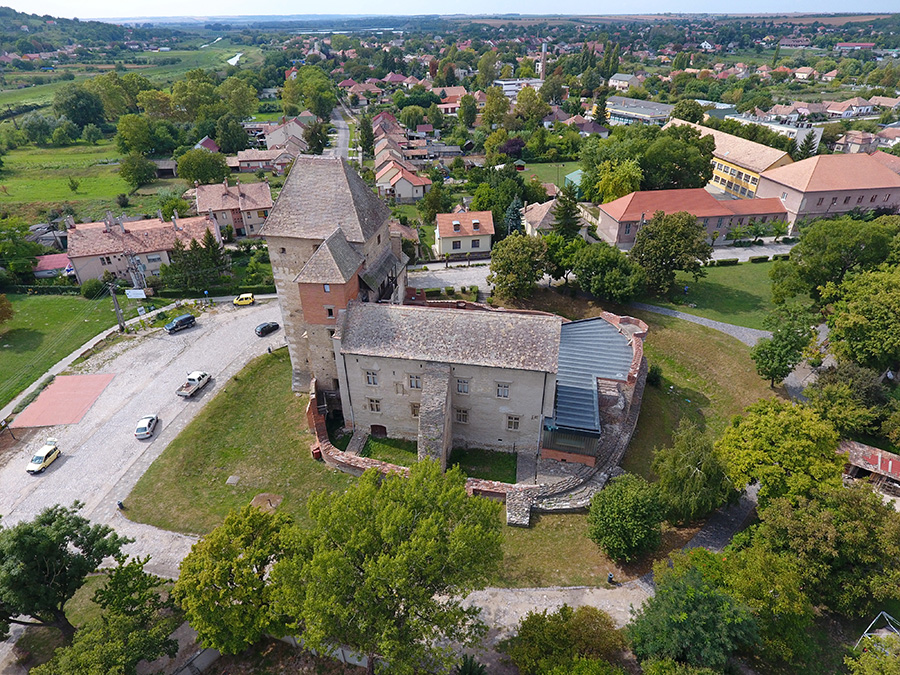
A simontornyai vár légi felvételen

Első írásbeli említése 1324-ből származik, abban az oklevélben, amellyel Károly Róbert Hencfia János budai várnagynak adományozza „castrum seu Turrym siue possessionem Symonthurnya vocatum”. 1347-ben a Lackfiak örökölték. Lackfi István erdélyi vajda és leszármazottai fél évszázadon át birtokolják és tovább építik, alakítják a várat. 1397-ben a Kanizsaiaké lett. 1424-ben, birtokcsere által, (a sárvári várért és ezen felül 1500 forintért) Ozorai Pipó szerezte meg, majd 1427 után a Garai família birtokába került. Ebben az időben történik a vár további bővítése, ami Farkas László budai bíró nevéhez fűződik. Garai László nádor egy 1448. évi oklevél tanúsága szerint zálogba adta neki a várat, s amikor évek múltán visszaváltotta, 400 aranyforintot fizetett neki „pro edifycys nouis et reformacionerupturarum et defectuum eiusdem Castri…”, azaz új építkezésekért és a vár sérüléseinek kijavításáért. Ekkor épült a vár külső védőöve, amely szabálytalan gyűrű alakban vette körül a korai vár négyszög alaprajzú épületét, pártázatos gyilokfolyosóval koronázott, támpilléres falakkal. A vár körül húzódó külső körítőfalak maradványai bár nagyon lepusztult állapotban, de ma is láthatók.
1482-ben, a Garai család fiúágon való kihaltával a vár ismét a korona tulajdonába került és Beatrix királyné tulajdona lett 1500-ig, amikor a királyné elhagyja Magyarországot. 1508-ban kerül Buzlay Mózes tulajdonába, aki Ulászló udvarában királyi főajtónálló és művelt diplomata hírében állt és a középkori várból az itáliai reneszánsz ízlést követő, előkelő főúri székhelyet alakít ki itt. A Buzlay-féle átépítéssel éri el a vár fénykorát. A fennmaradt építészeti részletek tanúsága szerint az építkezést a budai királyi építkezések mestereivel végezteti 1508-ban. A középkori falakat a déli oldalon áttörik, és itt építik fel alapjaitól a kaputorony, öregtorony és lépcsőház új tömbjét. Az ehhez csatlakozóan megmaradó régi palotaszárnyat átalakítják, még egy emeletet húznak rá és udvari oldalán teljes hosszában végigfutó oszlopos, árkádos loggiát emelnek eléje. Az északi szárnyon várkápolna épül, még a későgótika szerkezeteivel és formáival, melynek megtalált részletei a siklósi várkápolnával mutatnak rokonságot. Az egész épületet rendkívül finom reneszánsz faragványokkal ékes ajtók, kandallók, címerek stb. díszítették, amelyek a Jagelló-kori reneszánsz építészet legmagasabb színvonaláról tanúskodnak.
1536-ban Pöstyéni Gergely főudvarmester tulajdona lett, aki I. János királytól kapta a várat, vitézsége jutalmául. Ő volt a török uralom előtti évtizedek utolsó magyar várúra.
A simontornyai várnak a „tartozékai” voltak egészen 1560-ig, többek között ; Miszla, Dég, Igar, Soponya, Hatvan, Besnyő, Bikád, Dorog, Kesző, Hidegkút, Borjád, Hőgyész, Pincehely, Némedi, Felső és Alsó Egres, Újfalu.
A középkori Magyar Királyság számára katasztrofális mohácsi csatavesztés után az oszmánok igyekeztek tartósan berendezkedni Magyarországon. A 16. század folyamán két beglerbégség állt fent huzamosan a hódítás területén, a Budai és a Temesvári. Mindkettő alá több szandzsák tartozott; számuk idővel bővült, majd később némileg szűkült is. Stratégiailag, nagysága és a történeti múltja jogán végig a Budai beglerbégség járt az élen. A 16. század 60-as éveiben húsz szandzsák tartozott hozzá, ezek egyike volt a simontornyai.
Több dátum is fellelhető a vár elestével kapcsolatban. Dr. Kiss István 1543-ra teszi az elfoglalását, Dávid Géza történész szerint – aki Istvánffy Miklós humanista történetíróra és politikusra hagyatkozik – a vár 1544-ben esett el, viszont a török szultáni tanács jegyzőkönyve szerint Simontornya, Ozora, Endréd és Tamási elfoglalását 1545 nyarának végétől számíthatjuk, miután 1545. április 4-i dátummal a tanács utasítást küldött a budai pasának és a mohácsi bégnek, hogy a székesfehérvári béggel együtt tegyék meg a szükséges előkészületeket e várak ostromára és elfoglalására.
A kezdeti időkben erős őrséggel látták el a törökök a várat, az iderendelt gyalogosok (janicsár), lovasok és a várőrző gyalogosok létszáma elérte a 191 főt, tüzérséget az 1540-es évek végére vezényeltek Simontornyára. Az első török parancsnok Jusszuf dizdár (várparancsnok, hatáskörük ugyan az lehetett, mint a magyar várnagyoké) volt. A harciasabb idők végeztével az erős katonai jelenlét feleslegessé vált, 1558-ra 137 főre, 1565–70-ig pedig 125-re csökkentették a vár fegyveres személyzetét. Az 1630-as évekre 35 főre is levitték a létszámot.
Az egész kerület feje és kormányzója a szandzsákbég (mirliva) volt, akik megbízásukat a szultántól kapták. Rangra közvetlen a budai beglerbég után következtek, aki a felettesük is volt, de lazán az isztambuli kormányszervekkel is tartottak fent kapcsolatot. Az érintkezés mindazonáltal elég egyoldalúan folyt, hiszen leveleikre a szultánok a centralizáció szellemében választ többnyire csak a beglerbégek közreműködésével küldtek. Sokkal szorosabb kapcsolat fűzte őket a budai pasához. Mivel hivatalból tagjai voltak tanácskozó testületnek (diván), így sűrűn találkoztak felettesükkel. Feltétlen engedelmességgel tartoztak neki, akár valamely szultáni rendeletet továbbított, akár saját hatáskörben intézkedett. Saját szandzsákjukban egyaránt betöltötték a legfőbb katonai, illetve polgári vezető szerepét. Természetszerűen a katonai irányító funkcióra esett a hangsúly legtöbbször, hiszen mindennaposak voltak a kisebb összetűzések és gyakoriak a nagyobb hadjáratok. Ha központi utasításra vagy a budai beglerbég kezdeményezésére megindult egy-egy komoly katonai vállalkozás, a szandzsákok teljes mozgósítható haderejét csatasorba kellett szólítaniuk.
Több bég nevét is ismerjük: 1554-ben Mahmud bég majd 1556-tól Pir Ibrahim számított Simontornya urának. 1562-63 Veli bég, 1557-ben Ahmed, 1565-ben Iszkender, 1573- ban Dervis bég, 1585-ben egy Ibrahim került a kerület élére, aki korábban Babócsán volt bég. 1586-ban megint egy új bég kerül Simontornyára, akinek a nevét fel sem tüntették a török források, csak egy pécsi bejegyzésből tudjuk: ő volt Ömer, 1588-ban aztán már Omar mirliva. A rabszolgasorból felemelkedett Szejdi Ahmed 1650 körül volt simontornyai bég, aki 1660-ban budai pasává lépett elő, de rá egy évre Temesváron megölték. 1668-ban Ahmed arról volt nevezetes, hogy szigorú rendeletet adott ki a köznép számára, a tiszta közerkölcs, vallásosság fenntartása céljából. Simontornya ugyan nem esett bele a Duna mellett vezető fő hadiútba, de a Fehérvár-Pécs közötti vonal törésénél már mint végvár elég közel feküdt a magyar kézen lévő Veszprém és Várpalota erősségeihez, ez pedig fokozott katonai jelenlétet kívánt meg. Evlija Cselebi, a híres oszmán világutazó, aki 1660 és 1666 között tartózkodott Magyarországon és Erdélyben, így említette a várat: „Hosszúkás négyszög alakú, erős építkezésű szép vár, külvárosa erős palánkú… Egy vaskapuja és árok felett felvonóhídja van… A bég és a parancsnok palotája nagyon díszes épület. A belső várban Szulejmán kán dzsámija és a hadiszertár…”.
Bádeni Lajos Simontornyát 1686. szeptember 27-én (egyes források szerint szeptember 26-án) foglalta vissza. 300 török hadifoglyot ejtettek, 35 mázsa puskaport és 1200 gránátot zsákmányoltak. A parancsnokság 200 katonát hagyott itt, és Veszprémből is küldtek még erősítést. Leírások szerint Simontornya vára gyakorlatilag sértetlenül került a Bádeni Őrgrófság uralkodójának a kezébe. A várat a haditanács gondjaiba vette; az idehelyezett őrség mellett a környék népe is katonai szolgálatot teljesített.
A Rákóczi-szabadságharc hét éve alatt a vár több ízben is gazdát cserélt. 1704 őszén Heister osztrák generális ostrommal bevette a várat, amit aztán Bottyán János foglalt vissza (1705. november 11-én). A vár 1709-ig kuruc támaszpont volt. A kaputorony alatti „demléc”-ben őrizték az áruló Bezerédjt kivégzéséig. A több súlyos ostromot kiállt erősség Rákóczi szabadságharcának bukása után elveszti jelentőségét. A szabadságharc után a vár pusztulásnak indult, elvesztette katonai jelentőségét; raktárnak, lakóépületnek is használták.
Fénykora a 16. század első évtizedére tehető. Ekkor emelték téglából a vaskos öregtornyot, mellette az új kaputornyot, de a palotaszárnyak is reneszánsz homlokzatot kaptak, bábos korláttal ékesítve. A 18. század elején tervbe vették felrobbantását, de a Habsburg-hű Styrum-Lymburg család kérelmére épségben hagyták. A várban két Styrum gróf is lakott, mivel más lakható ház akkor még nem állt rendelkezésükre, de az új kastély építése után, magtárrá átépítve csak gazdasági célokra használják.
Az 1930-as években bőrgyári raktár lett a várból.

A vár helyreállítása 1960-ban kezdődött el párhuzamosan a régészeti feltárásokkal. A várat 1964 és 1974 között helyreállították, és ma az évszázados feltöltések alól kiszabadítva emelkedik ki az egykori várárok helyén kialakított gyepsávból. A lerombolt külső védőfalak maradványai veszik körül, melyeket a helyreállítás során helyenként kisebb felfalazásokkal egészítettek ki. A kiegészítéseket mindenütt a régitől eltérő, vékony piros téglából készült falazatok különböztetik meg. A lépcsőház melletti sarkon a megtalált maradványokból egy rövid szakaszon rekonstruálták a védőfalak eredeti alakját a pártázatos gyilokfolyosóval.
A vár egykori épületeiből a déli oldalon a kaputorony, öregtorony és a lépcsőház tömbje, a keleti oldalon pedig az egykori palotaszárny helyreállítva ma is áll. A teljesen elpusztult északi szárny maradványai fölé modern védőépület épült. Az északi homlokzat képéből ma csak az egykori emeleti zárt erkély hatalmas konzoljai láthatók, melyeket a várárokba zuhanva találtak meg és eredeti helyükre helyeztek vissza. A várudvarra a kaputorony földszinti őrszobáján keresztül jutunk, melynek boltozatát terrakotta vállkonzolok díszítik. Az őrszoba egyszerű kandallóját a megtalált töredékekből rekonstruálták.
Az udvar keleti oldalán emelkedik az egykor teljes hosszában végighúzódó loggia egy szakasza, amely szintén a helyreállítás eredménye. Ez a részlet nemcsak a vár egykori magas építészeti színvonaláról tanúskodik, hanem képet ad azokról a teljesen elpusztult árkádos homlokzatokról is, amelyek Mátyás budai palotáját, a siklósi, esztergomi várakat díszítették. A palotaszárny földszinti termeiben állandó kiállítás mutatja be a vár történetét.
Az északi szárny védőépületében az egykori lovagterem maradványai láthatók. Itt van elhelyezve a kőtár és a helyreállítás menetét szemléltető kiállítás. A kaputorony emeleti szobája őrzi a vár legszebb kandallóját, amely egyedülálló a mai Magyarországon. Ilyen toszkánai eredetű kandallók álltak a budai és nyéki királyi palotákban és több más főúri várkastélyban. A palotaszárny első emeleti helyisége a reneszánsz korban három különálló részre tagolódott, ma azonban egyetlen nagy terem, melyet keresztablakok világítanak meg. A terem közepe táján kissé alacsonyabban, a középkori szinten feltárt és helyreállított egyik gótikus ikerablakot láthatjuk. Két oldalán a kőpadok is megmaradtak.
Itt kapott helyet a „Nemesi ősgalériák Tolna megyében” című állandó kiállítás. A megyei múzeum tulajdonát képező képzőművészeti gyűjtemény nagy részét a főnemesi, köznemesi családi galériák, 18–19. századi arcképei alkotják. A legkorábbi datált kép Jeszenszky Antal ábrázolása 1746-ból. A vár egykori tulajdonosa, Styrum-Lymburg Károly gróf portréja a 18. század végéről nemcsak művészettörténeti szempontból jelentős. A portrék mellett ízelítőül a gyűjtemény néhány más témájú, főként 19. századi festménye is szerepel a tárlaton.
Az öregtorony második emeleti termét szintén egy helyreállított kandalló díszíti, melynek késő gótikus ízlésű keretköveit a 18. században szétbontották, és a terem déli ablakának lőréssé való átalakításához falazóanyagként használták fel. Az öregtorony harmadik emelete a 18. századi erődítések alkalmával épült rá, eredetileg a gyulai és nagyvázsonyi várak tornyaihoz hasonló, lapos tetős, pártázatos kialakítású volt.
Napjainkban időszakos vagy állandó kiállításokat szerveznek, a környezetében pedig minden év májusában nagy sikerű és mára már országszerte híres hagyományőrző játékot bonyolítanak le, a Simontornyai Várnapot.
A vár sajnos nem került be az azóta megszűnt Nemzeti Kastély és Nemzeti Várprogramba,[mikor?] pedig felújítása és az alapos állagmegóvása fontos lenne az utókor számára, hisz ez az ország egyik legjobb állapotban fennmaradt síkvidéki reneszánsz várkastélya, amit évente mintegy húszezer látogató keres fel.[forrás?]

## A vár urainak listája
Az alábbi lista a vár urait sorolja föl a török hódoltságig.
- Salamon fia Simon, 1272
- Henczfia János, 1324

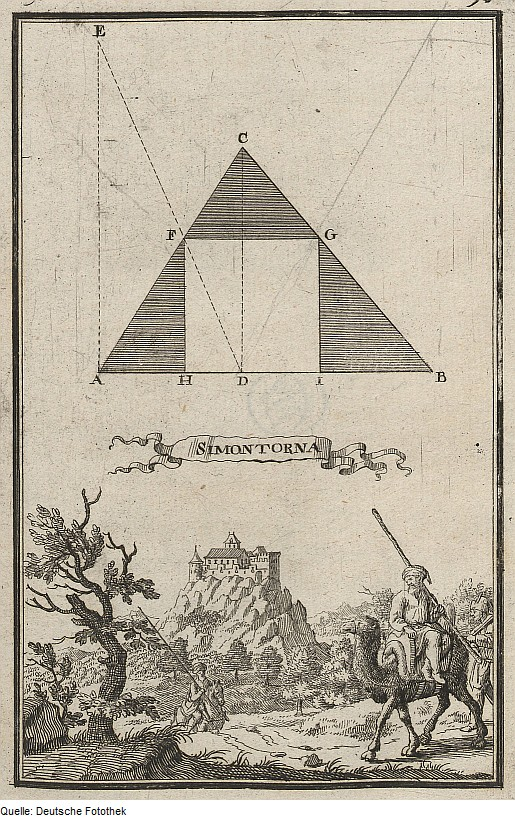
A vár 1698-ban

- Henczfia János fia Miklós, 1334-1346
- Laczkfi István, 1346-1353
- Laczkfi II. Dénes, 1353-1366
- Laczkfi II. Imre, 1356-1375
- Laczkfi II. István, 1371-1397
- Laczkfi III. Dénes, 1379
- Laczkfi II. András, 1379
- Laczkfi III. László, 1379
- Kanizsai Miklós, 1397
- Kanizsai István, 1397
- Kanizsai János, 1397
- Kanizsai Miklós fia János, 1416-1426
- Kanizsai István fia László, 1416-1424
- Kanizsai János fia István, 1424
- Ozorai Pipó, 1424-1426
- Garai János, 1428-1430
- Garainé Macsói Hedvig, 1430-1435
- Garai László, 1435-1459
- Garai Jób,  1459-1482
- I. Mátyás király, 1482
- Beatrix királyné, 1488-1500
- Gergelylaki Buzlay Mózes, 1500-1524
- Buzlay Mózes neje Podmanini Anna, 1524-1536
- Buzlay Farkas, János és István, 1424-1436
- Martononassy Pöstyéni Gergely, 1536-1543
- Pöstyéni András és fia, 1543-1560

Jelképesen:
- Zay Ferenc, 1560
- Liszthy János, 1560
- Viczmándy Mátyás, 1560

Várkapitányok (1317-1482):
- Petrus de Eőrs 1317
- Bichkele de Eőrs  1330
- Henczfia Jánosfia Miklós 1359
- Szőke Miklós deák  1362
- Kably Péter mester 1371
- Kably Miklós 1371
- Baán Demeter 1371
- Gyulaőrsi Fodor István 1374
- Kustyán András 1405
- Csuthy Domonkos 1405
- Eleős László 1405
- Máthor János 1405
- Török András 1416
- és Balkó   1416
- Györgyi Bodó Gergely 1447
- Sólyag János és Miklós 1447
- Farkas László 1453
- Mesztergyői Szerecsen Péter 1453
- Szentdemeteri Vasadi Pál 1453
- Csipoki Enok 1453
- NS. Hanyik János 1456
- Ns. Sólyag Benedek 1458-59
- Ns. Pernezi Pál 1461
- Gyulai Ferenc 1461
- Ns. Lipthay Bálint 1482

## Galéria

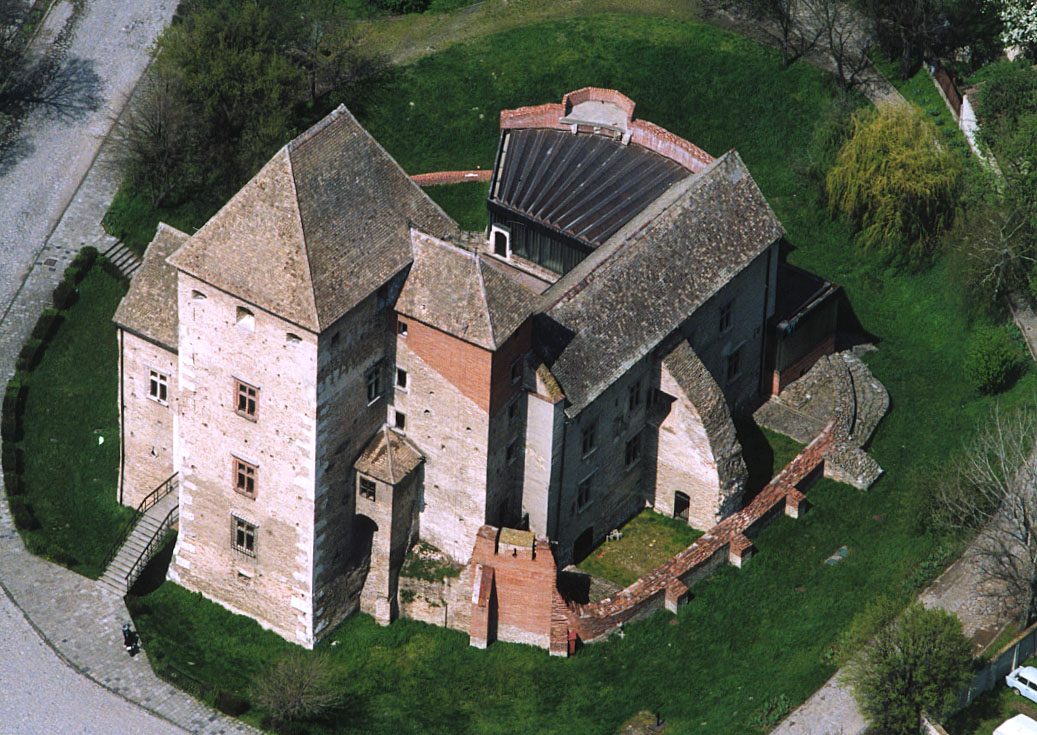
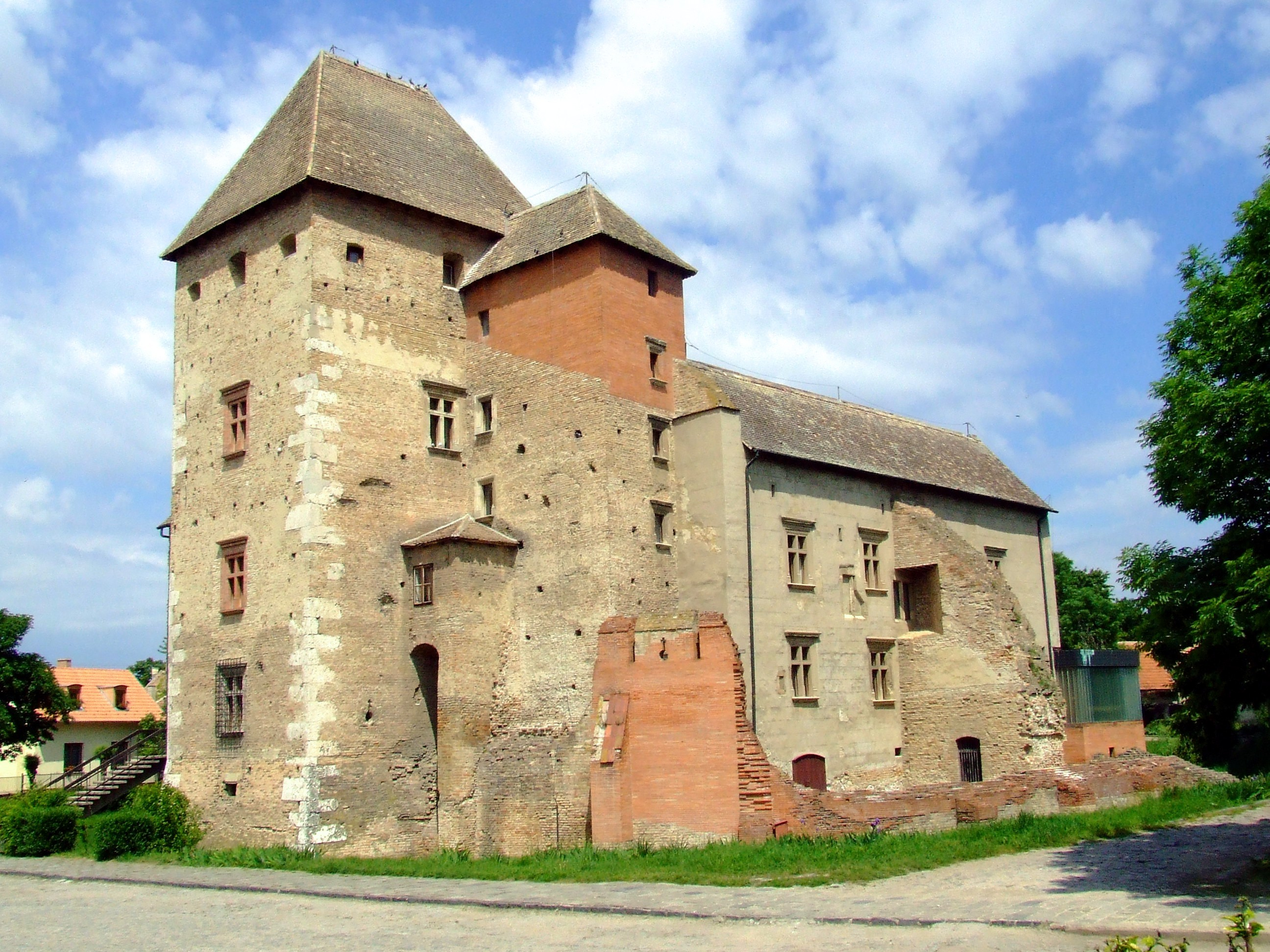
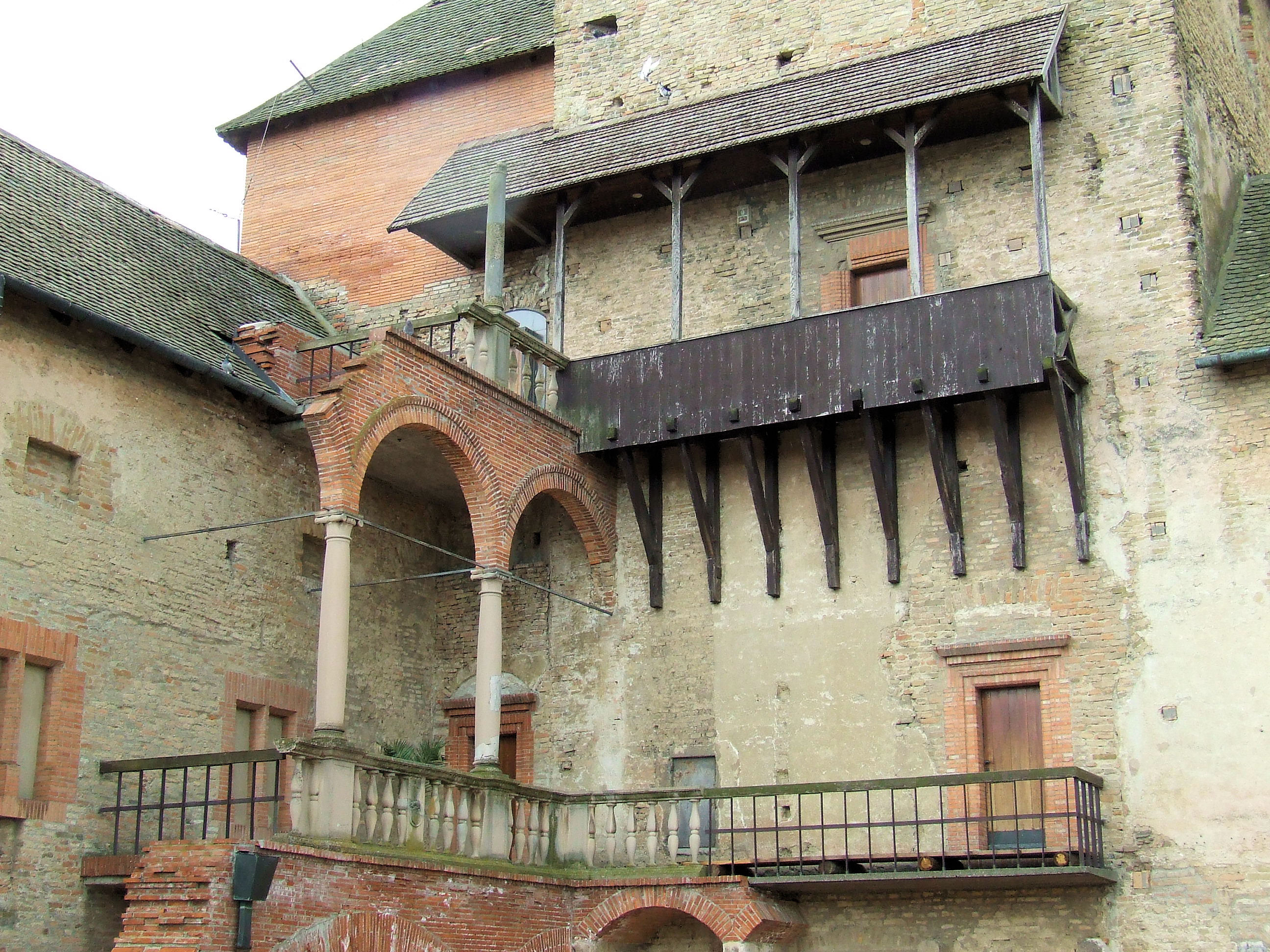
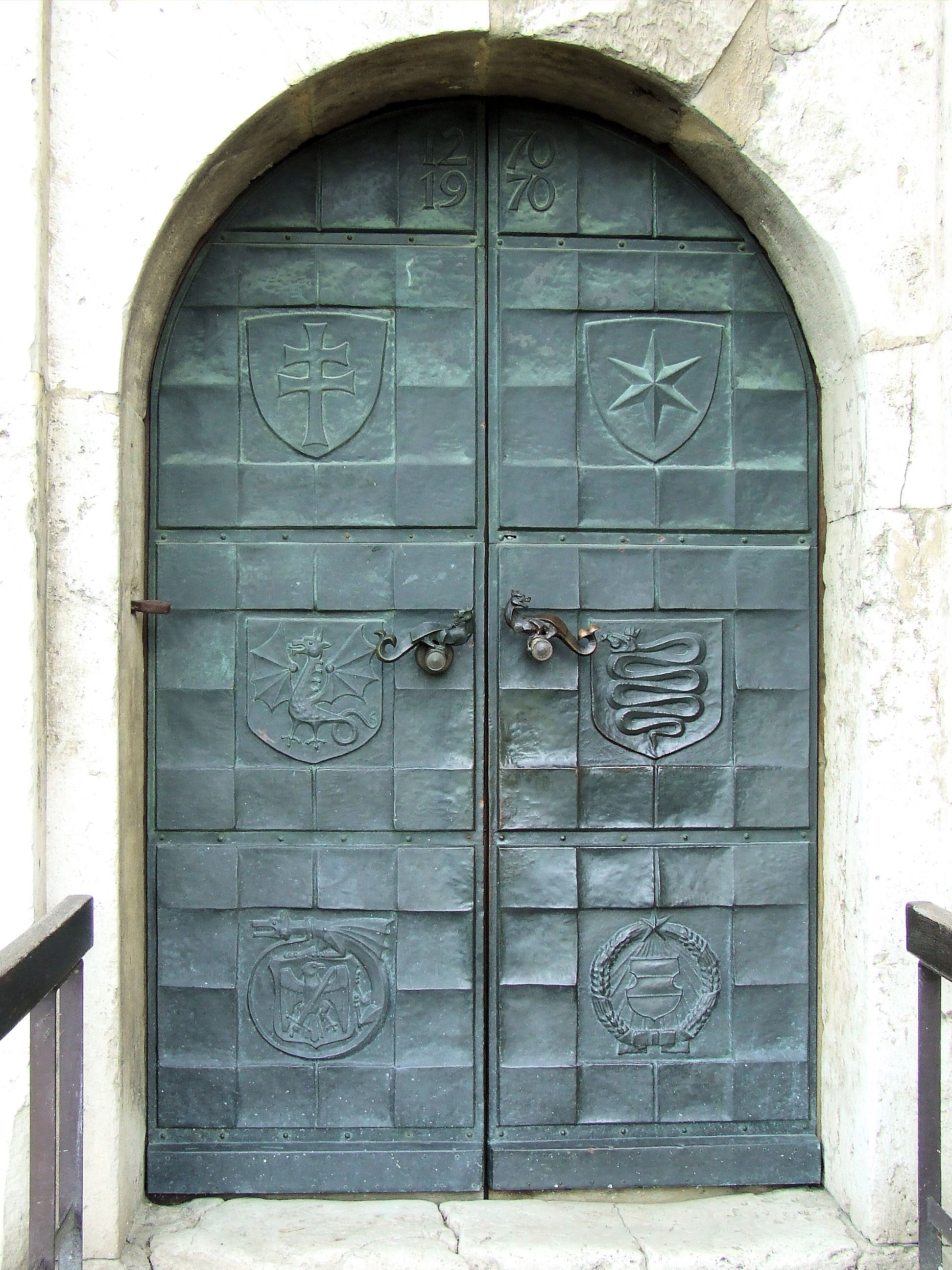
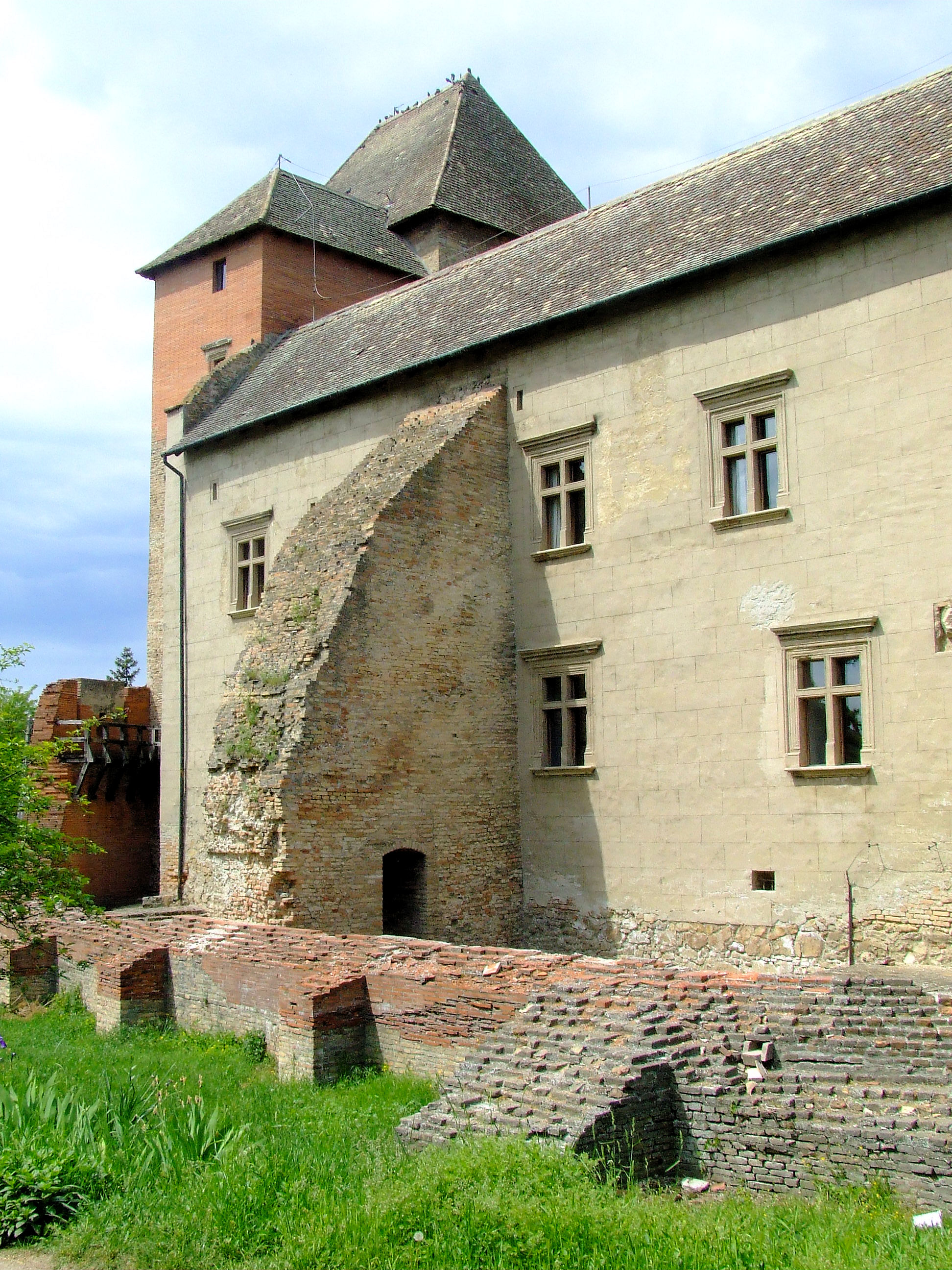
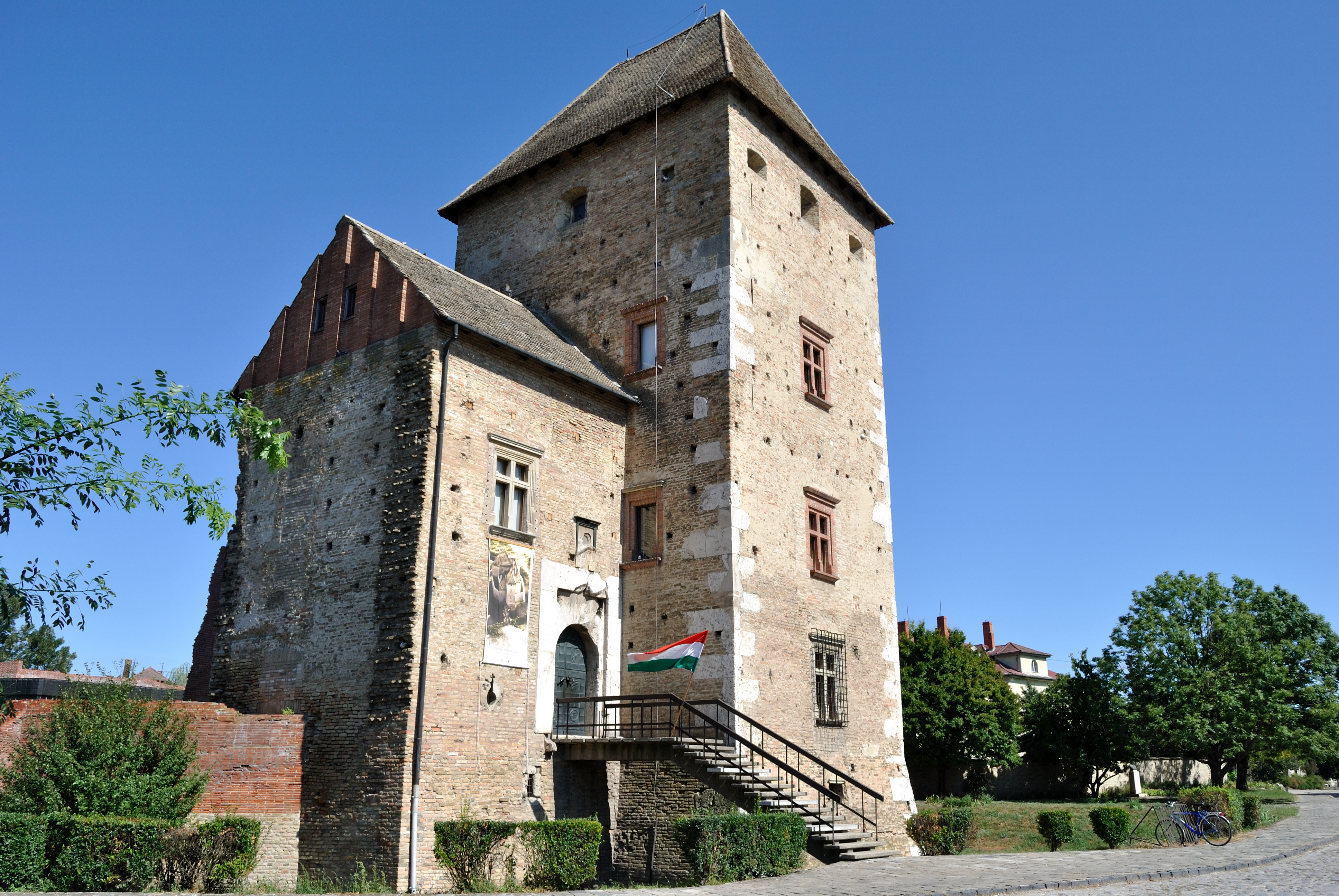
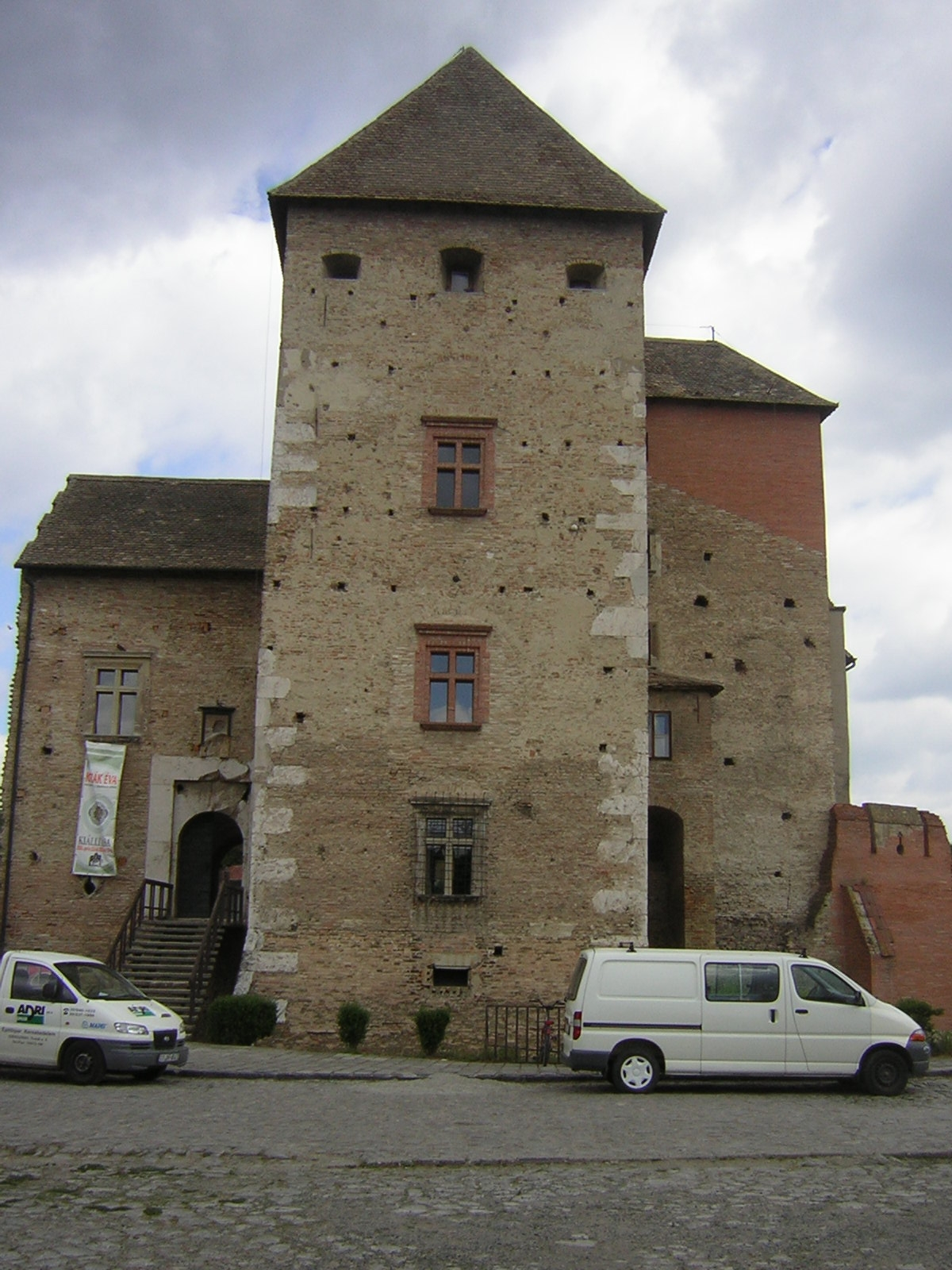
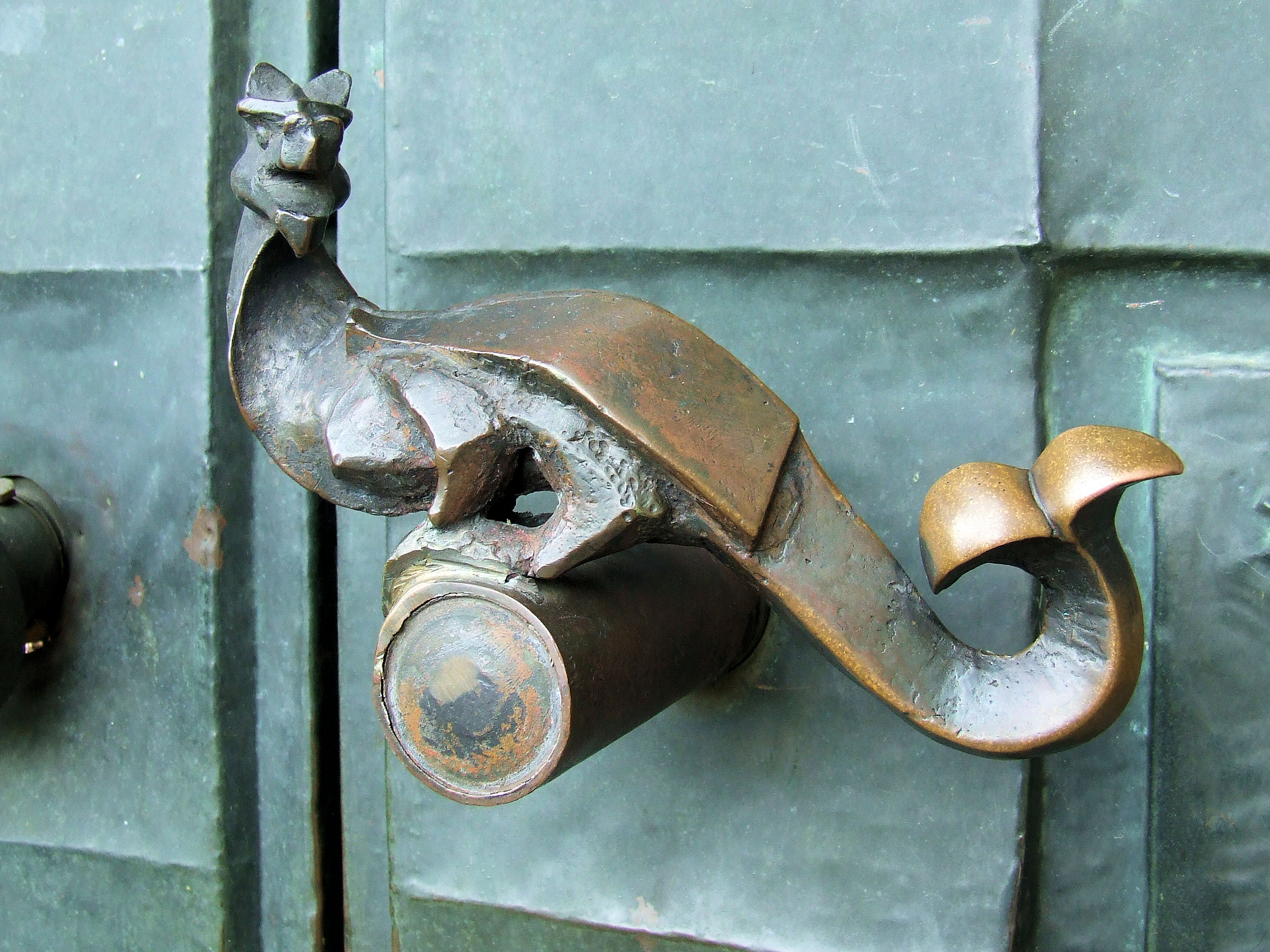
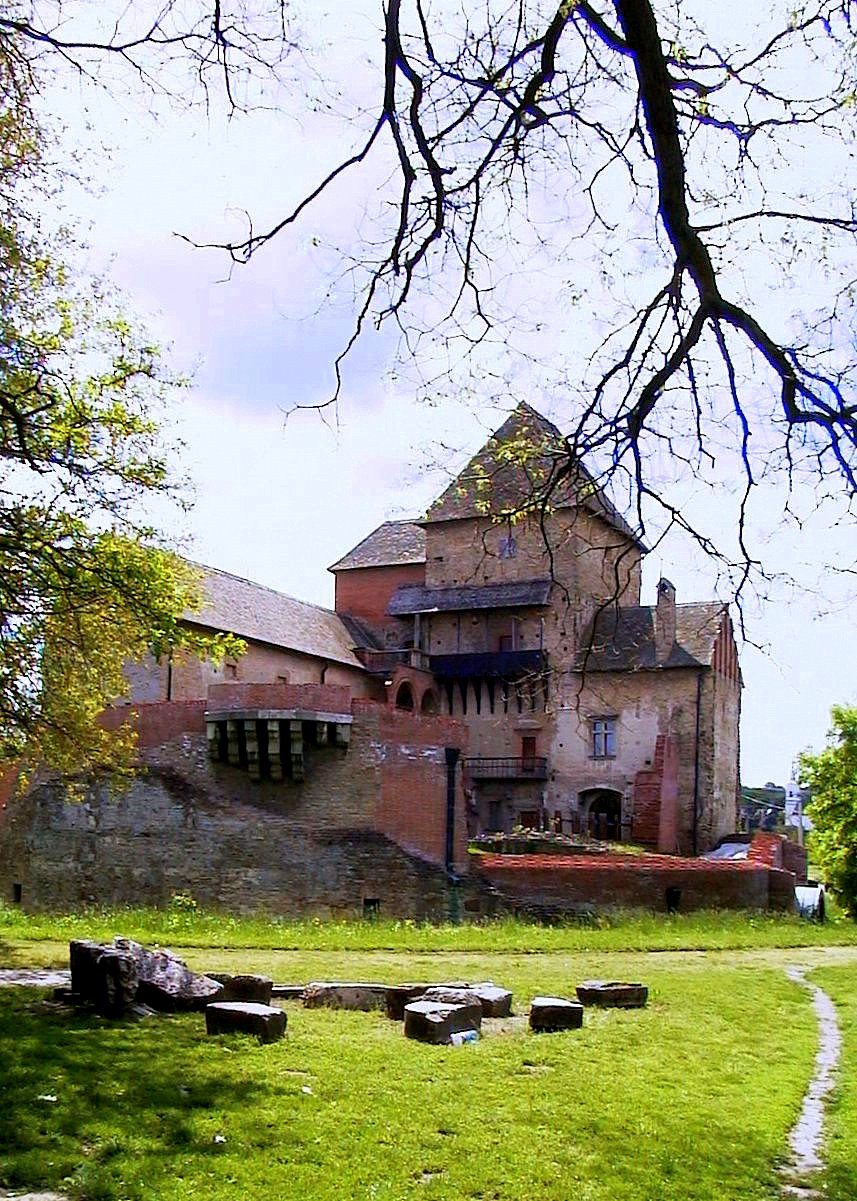
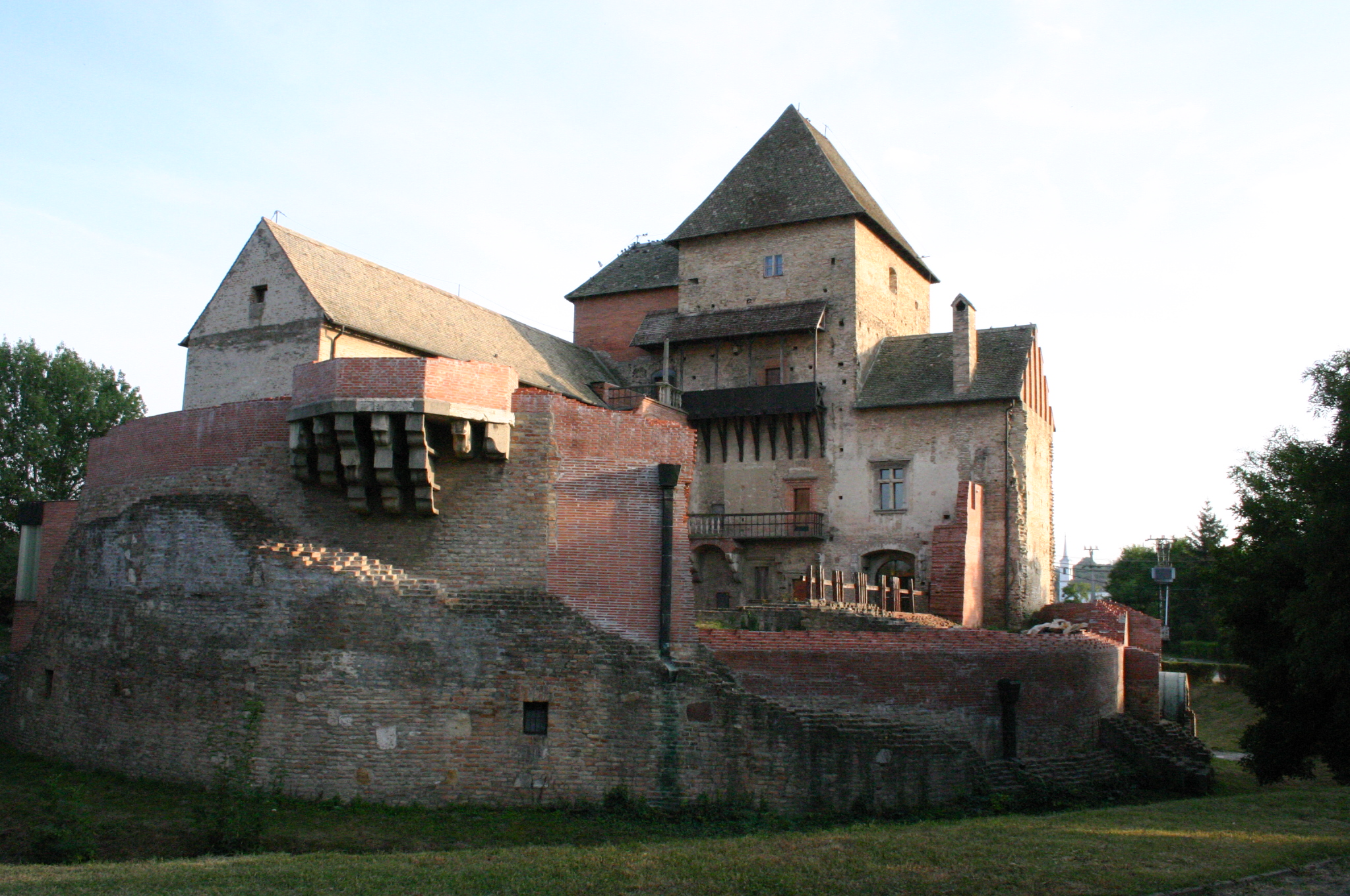
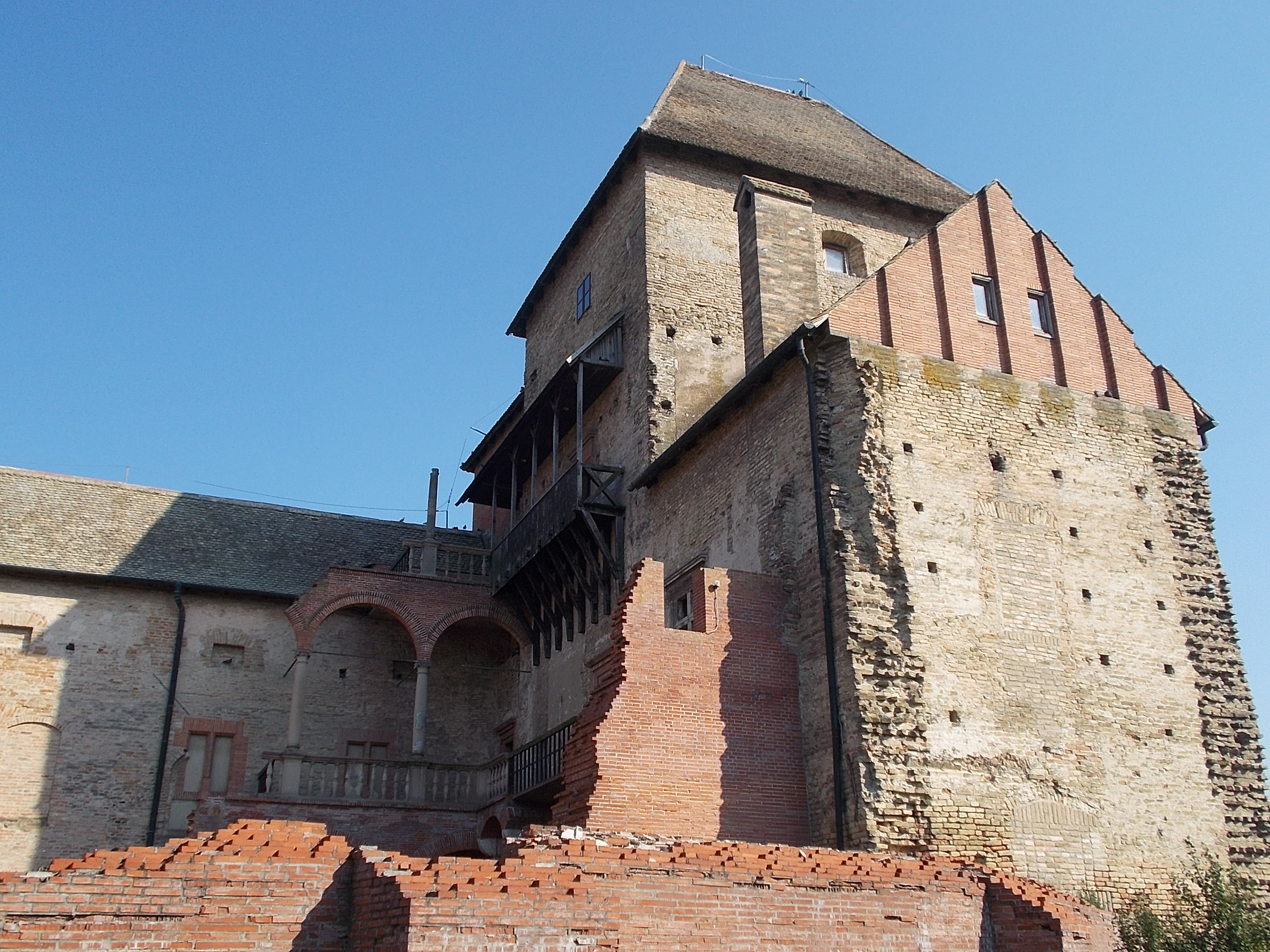
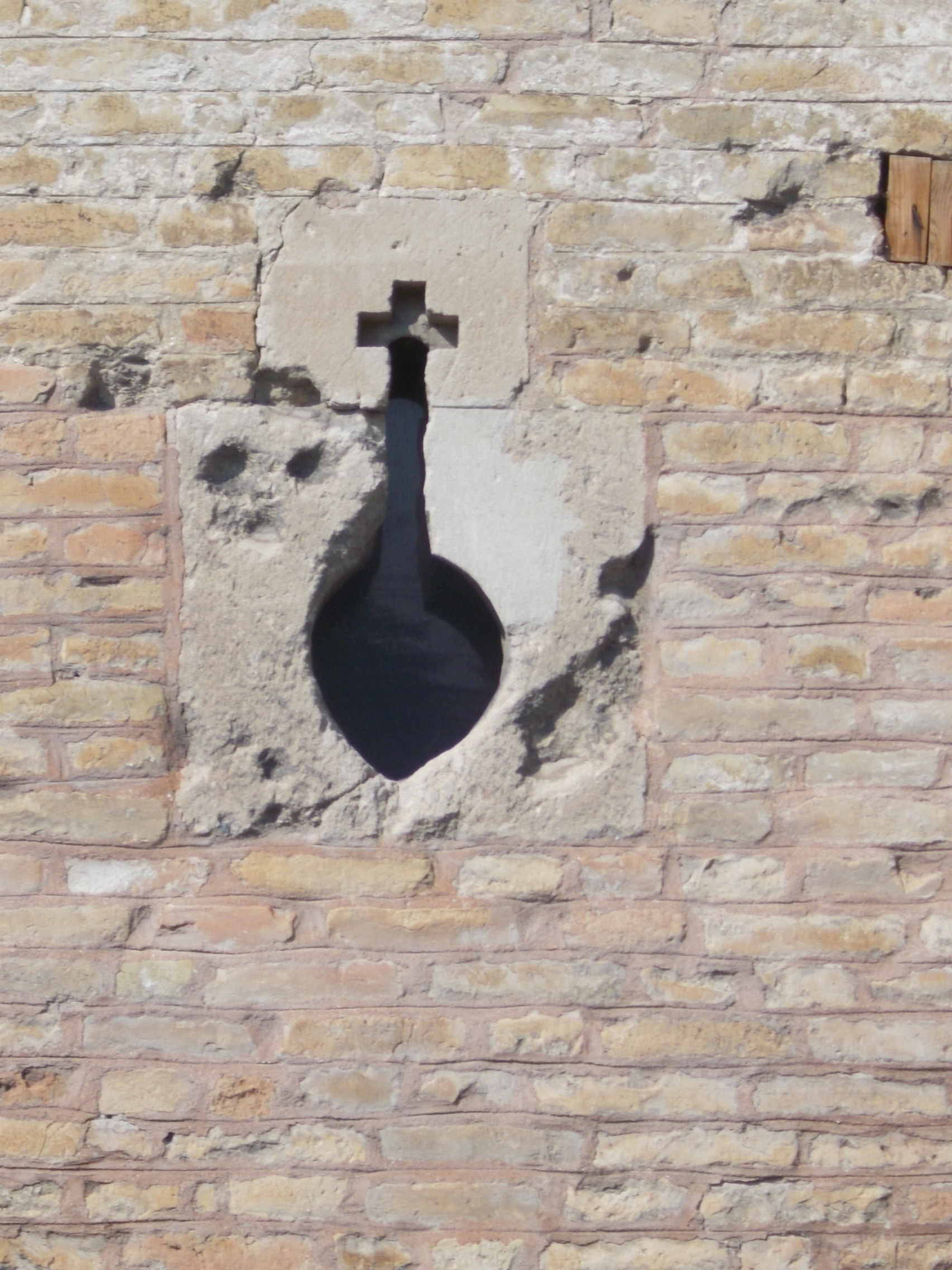
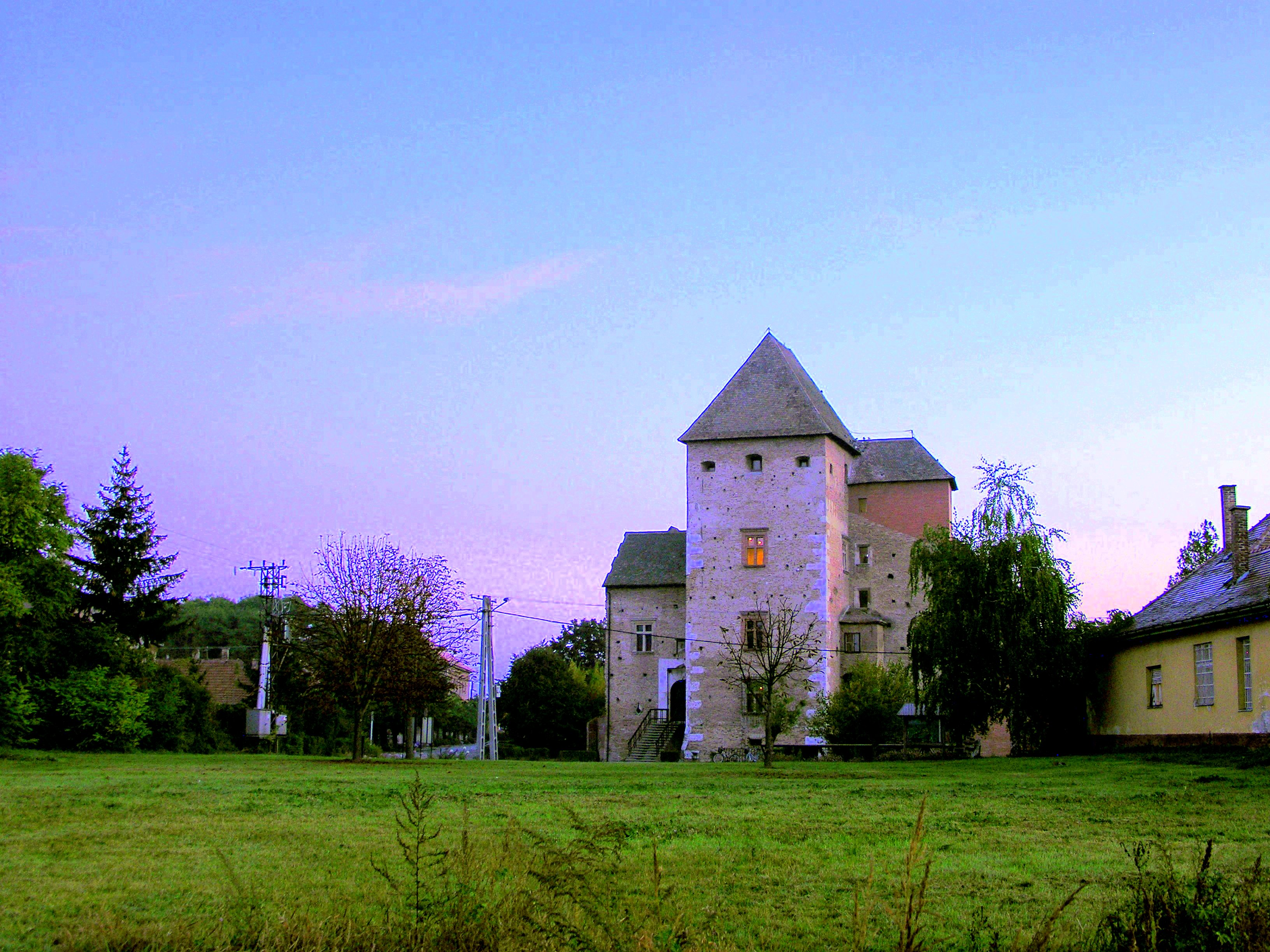